# 1852 في الجزائر
فيما يلي قوائم الأحداث التي وقعت خلال عام 1852 في الجزائر.

## الحكم
- الإحتلال الفرنسي

## الأحداث
- 21 نوفمبر: حصار الأغواط (1852)
- 04 ديسمبر: معركة الأغواط (1852)